# نظریه فاجعه
نظریّهٔ فاجعه (به انگلیسی: Catastrophe theory) یک نظریّهٔ ریاضی می‌باشد که مکانیزم‌های تغییرات ناگهانی و ناپیوسته یک وضعیت را در انواع مختلف پدیده‌ها شبیه‌سازی می‌کند. مانند خم شدن فلز زیر فشار، منجمد شدن یک مایع، سقوط یک حکومت، یا شورش توده‌ای از مردم. این نظریّه تشریح می‌کند که یک مجموعه از تغییرات تدریجی و آهسته، مانند افزایش فشار روانی و نارضایتی مردم یک کشور، تغییرات (فاجعه‌ها) آنی و عظیم را به راه می‌اندازد. مانند سقوط یک پل یا یک امپراتوری. این نظریه در سال ۱۹۷۲ به‌طور مشترک توسط ریاضیدان فرانسوی، رنه تام، و ریاضیدان روس، ولادیمیر ایگورویچ آرنولد ایجاد و بسط داده شد.